# Park Zaczarowanej Dorożki
Park Zaczarowanej Dorożki – park znajdujący się w Krakowie, w dzielnicy III Prądnik Czerwony pomiędzy ulicami Lublańską a Dobrego Pasterza na Prądniku Czerwonym.

## Historia
Park leży na terenie dawnego folwarku należącego od XV wieku do zakonu Dominikanów. Około roku 1604 Zakon przeniósł główne zabudowania wraz z kaplicą w okolice obecnego kościoła Jana Chrzciciela wtedy też postanowiono iż w rejonie obecnie zajmowanym przez park zostanie wybudowany młyn i stawy rybne, takiej lokalizacji sprzyjała płynąca obok rzeka Prądnik. By usprawnić działanie młyna a jednocześnie obniżyć ryzyko częstych wówczas wylewów rzeki jedną z odnóg Prądnika, tzw. “młynówkę robotną”, połączono z płynącym od północy Sudołem Dominikańskim. U zbiegu tych dwóch potoków wybudowano młyn wodny oraz dwa duże stawy położone na zachód od młyna. Podczas Potopu Szwedzkiego w 1655 roku większość zabudowań folwarku została spalona a stawy i koryta potoków zasypane. Młyn wraz z potrzebnymi ciekami wodnymi jednak bardzo szybko odbudowano.
Początkowo budynek młyna był drewniany dopiero w XIX wieku zastąpiono go budynkiem murowanym, którego bryła zachowała się do dzisiaj.
W 1950 roku tereny folwarku dominikańskiego zostały odebrane zakonowi Dominikanów i upaństwowione. Władze państwowe nie kontynuowały prac w młynie, także stawy zostały zaniedbane i stały się miejscem dzikiej rekreacji mieszkańców powstających w okolicy osiedli. W latach siedemdziesiątych dwudziestego wieku w związku z budową osiedla mieszkaniowego przy ulicy Dobrego Pasterza stawy zostały osuszone i zasypane, a na ich miejscu utworzono park. Przy parku zachował się budynek młyna, jednak został on zamknięty i w żaden sposób nie został zagospodarowany.
Na terenach stawów na południe od parku zostały utworzone działkowe ogródki pracownicze.
W latach 90. na mocy decyzji Komisji Majątkowej tereny parku i ogródków zostały zwrócone zgromadzeniu ojców Dominikanów. Nie miało to jednak żadnego wpływu na funkcjonowanie parku natomiast ogródki działkowe zostały zamknięte jesienią 2006 roku i obecnie na terenie działek budowane jest osiedle mieszkaniowe: Villa Galicja.
Przy okazji nadania sąsiedniej ulicy imienia Jana Kaczary park zyskał nazwę Parku Zaczarowanej Dorożki.

## Infrastruktura
Park jest elipsą o powierzchni około 2,06 ha, okrąża go asfaltowa aleja, od której do środka parku prowadzi sześć alei. W parku znajduje się plac zabaw z piaskownicami, huśtawką i zjeżdżalnią.
W 2010 roku Rada Dzielnicy III Prądnik Czerwony zleciła prace modernizacyjne. Powstał dwustrefowy plac zabaw z wieżami, kładkami wiszącymi, kolejką linową, huśtawki, piaskownice. Plac jest otoczony płotem. W Parku utworzono staw nawiązując do historii tego miejsca, w centralnym skrzyżowaniu alejek zamontowano fontannę w kształcie młyńskiego koła. Oprócz nowych alejek pojawiły się latarnie, nowe ławki, małe krzewy. Wybudowano wielofunkcyjne boisko ze sztuczną nawierzchnią otoczone piłkochwytami, na którym można grać w piłkę nożną, koszykówkę, piłkę ręczną. W Parku powstały dwie toalety dla psów.

## Galeria

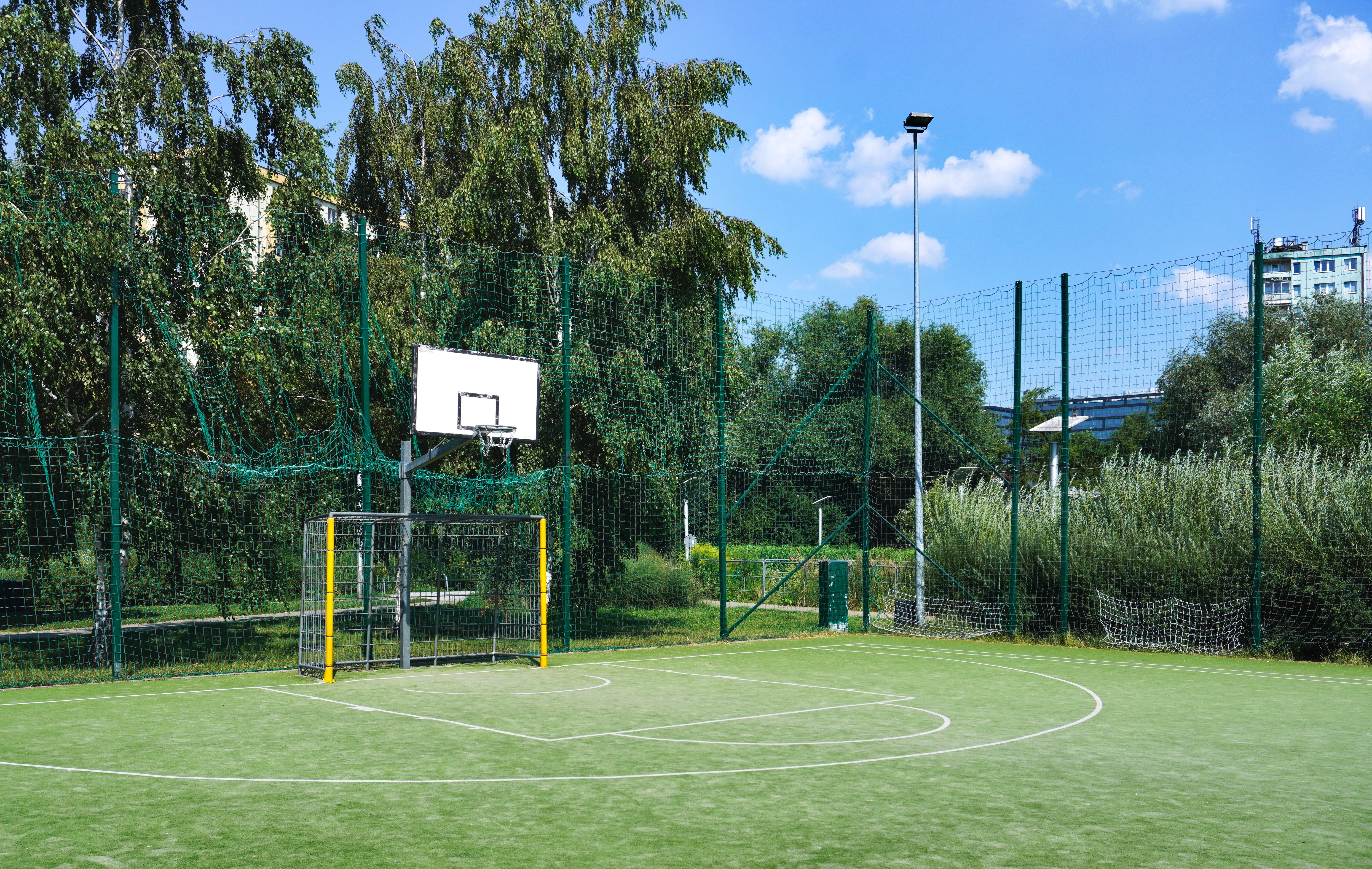
Boisko wielofunkcyjne
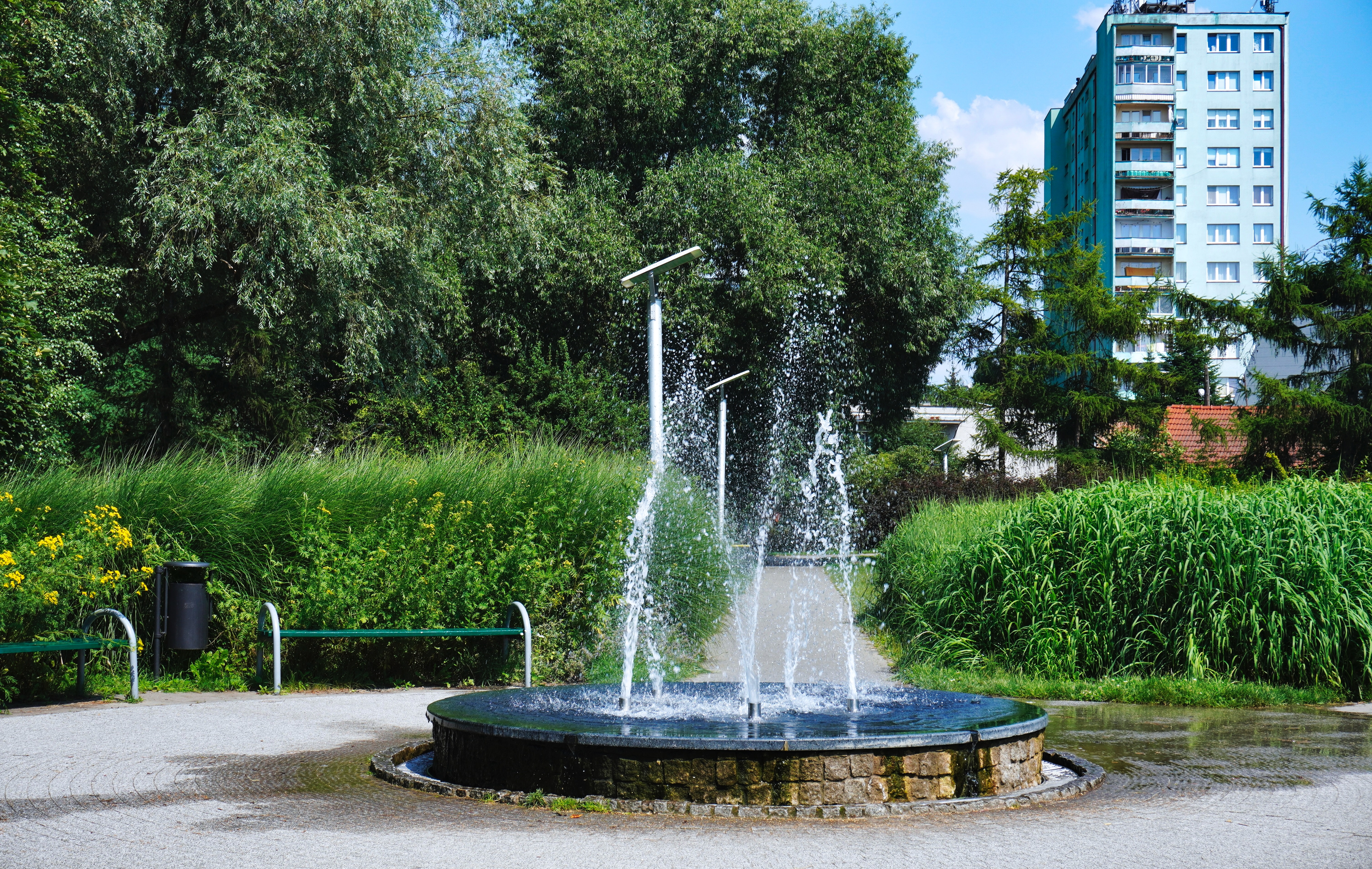
Fontanna
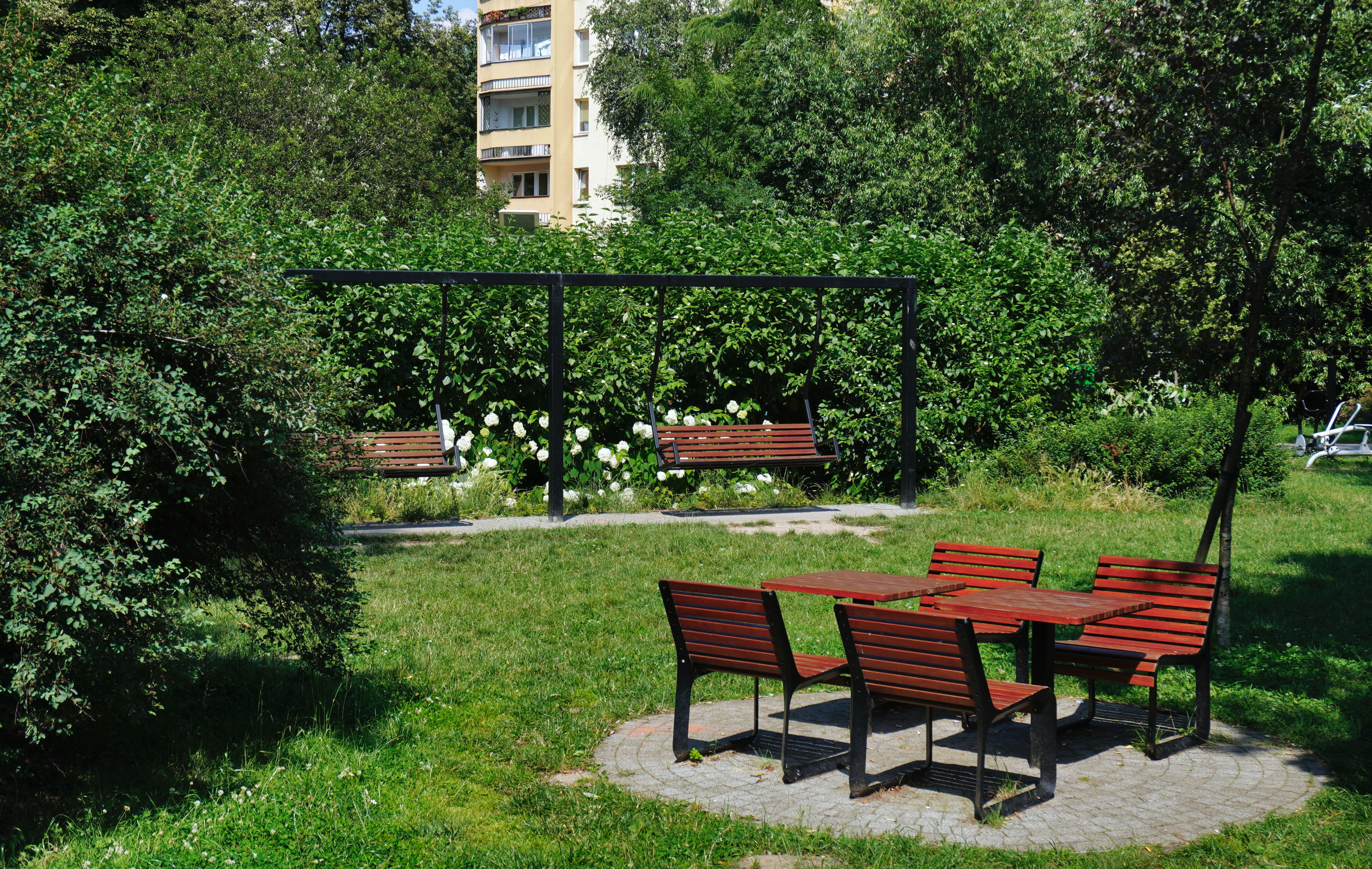
Stoły piknikowe
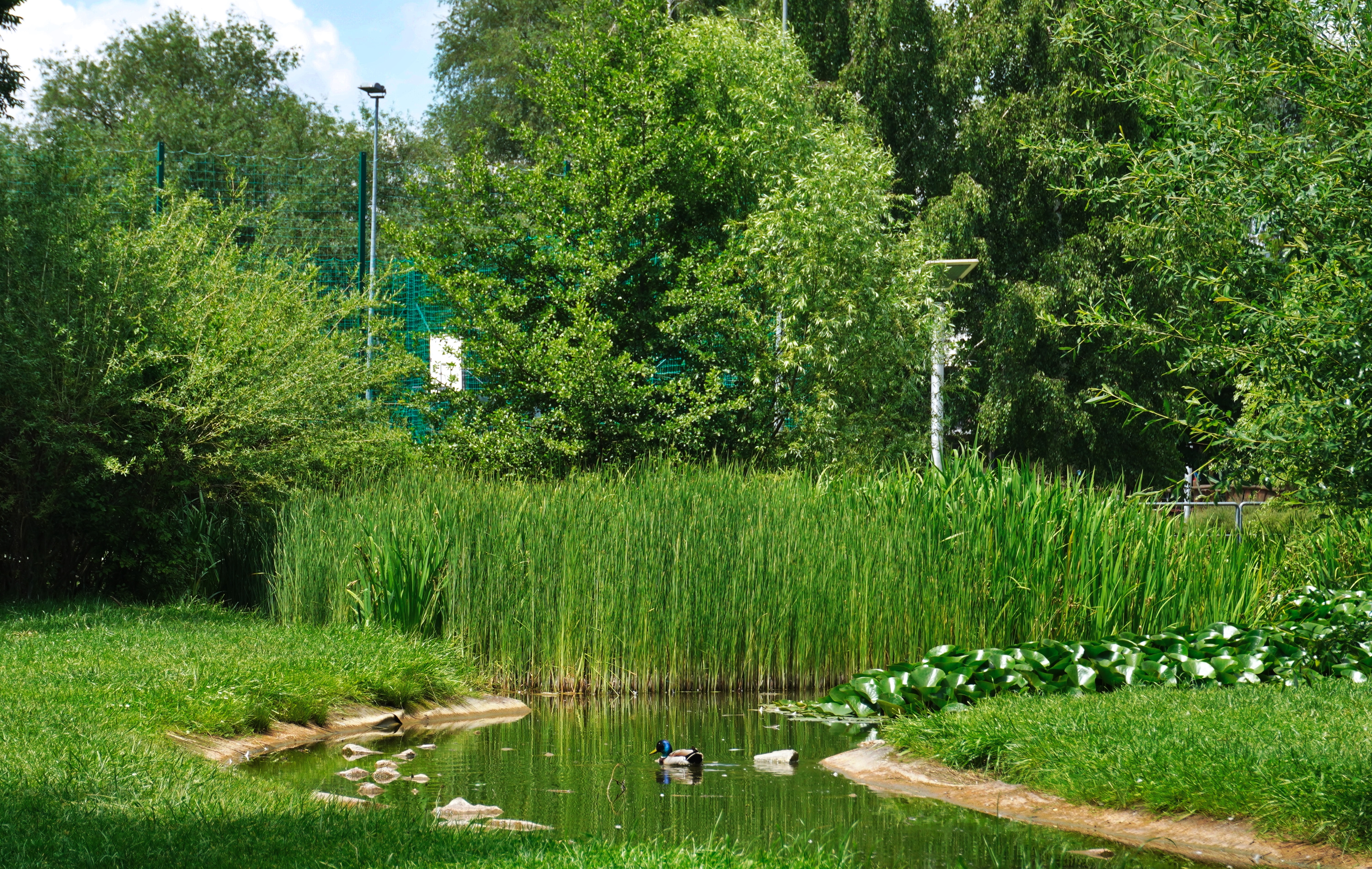
Sadzawka